# ينم
يَنَم أو طَفْرة أو اذان الفأر  أو حَرِّيشَة (في الجزائر) والمفرد يَنَمَة. هو نوع من النباتات أصفر الأزهار من الفصيلة النجمية أو المركبة.